# Torneo de Reserva 2009-10
El Torneo de Reserva 2009-10 fue la sexagésimo novena edición del certamen organizado por la Asociación del Fútbol Argentino. Participaron un total de 19 equipos, todos participantes de la Primera División 2009-10.
El nuevo participante fue Chacarita Juniors, que regresó tras su última participación en la temporada 2003-04.
El torneo consagró campeón por decimoséptima vez en su historia a Boca Juniors, tras vencer por 2 a 0 a Banfield en la última fecha.

## Equipos participantes
De los 20 equipos, participaron 19 en la edición ya que Atlético Tucumán desistió:
| Equipo             | Ciudad       | Estadio                      | Capacidad |
| ------------------ | ------------ | ---------------------------- | --------- |
| Argentinos Juniors | Buenos Aires | Diego Armando Maradona       | 24.800    |
| Arsenal            | Sarandí      | El Viaducto                  | 16.000    |
| Banfield           | Banfield     | Florencio Sola               | 34.901    |
| Boca Juniors       | Buenos Aires | La Bombonera                 | 49.000    |
| Colón              | Santa Fe     | Brigadier Estanislao López   | 32.500    |
| Chacarita Juniors  | Villa Maipú  | Estadio de Chacarita Juniors | 25.000    |
| Estudiantes        | La Plata     | Centenario                   | 30.200    |
| Gimnasia y Esgrima | La Plata     | Del Bosque                   | 21.500    |
| Godoy Cruz         | Godoy Cruz   | Malvinas Argentinas          | 40.268    |
| Huracán            | Buenos Aires | Tomás A. Ducó                | 48.314    |
| Independiente      | Avellaneda   | Libertadores de América      | 32.000    |
| Lanús              | Lanús        | Ciudad de Lanús              | 46.619    |
| Newell's Old Boys  | Rosario      | El Coloso del Parque         | 38.095    |
| Racing Club        | Avellaneda   | El Cilindro                  | 51.389    |
| River Plate        | Buenos Aires | Monumental                   | 65.645    |
| Rosario Central    | Rosario      | El Gigante de Arroyito       | 41.654    |
| San Lorenzo        | Buenos Aires | Nuevo Gasómetro              | 43.963    |
| Tigre              | Victoria     | Coliseo de Victoria          | 32.250    |
| Vélez Sarsfield    | Buenos Aires | José Amalfitani              | 49.540    |

### Distribución geográfica de los equipos
| Región                 | Cant. | Equipos                                                                               |
| ---------------------- | ----- | ------------------------------------------------------------------------------------- |
| Conurbano bonaerense   | 7     | Arsenal, Banfield, Chacarita Juniors, Independiente, Lanús, Racing Club y Tigre       |
| Ciudad de Buenos Aires | 6     | Argentinos Juniors, Boca Juniors, Huracán, River Plate, San Lorenzo y Vélez Sarsfield |
| Provincia de Santa Fe  | 3     | Colón, Newell's Old Boys y Rosario Central                                            |
| Ciudad de La Plata     | 2     | Estudiantes y Gimnasia y Esgrima                                                      |
| Provincia de Mendoza   | 1     | Godoy Cruz                                                                            |

## Sistema de disputa
Se llevó a cabo en una dos ruedas, por el sistema de todos contra todos, invirtiendo la localía y consagró un campeón. La tabla final de posiciones del torneo se estableció por acumulación de puntos.

## Tabla de posiciones
| Pos. | Equipo                   | Pts. | PJ | PG | PE | PP | GF | GC | Dif. |
| ---- | ------------------------ | ---- | -- | -- | -- | -- | -- | -- | ---- |
| 1.º  | Boca Juniors             | 72   | 36 | 22 | 6  | 8  | 57 | 37 | 20   |
| 2.º  | River Plate              | 69   | 36 | 21 | 6  | 9  | 60 | 42 | 18   |
| 3.º  | Banfield                 | 66   | 36 | 19 | 9  | 8  | 62 | 36 | 26   |
| 4.º  | Newell's Old Boys        | 65   | 36 | 17 | 14 | 5  | 50 | 27 | 23   |
| 5.º  | Rosario Central          | 64   | 36 | 18 | 10 | 8  | 55 | 37 | 18   |
| 6.º  | Colón                    | 55   | 35 | 16 | 7  | 12 | 56 | 48 | 8    |
| 7.º  | Lanús                    | 55   | 36 | 16 | 7  | 13 | 51 | 45 | 6    |
| 8.º  | Gimnasia y Esgrima LP    | 51   | 36 | 15 | 6  | 15 | 59 | 49 | 10   |
| 9.º  | Racing                   | 51   | 36 | 14 | 9  | 13 | 48 | 47 | 1    |
| 10.º | San Lorenzo de Almagro   | 49   | 36 | 13 | 10 | 13 | 39 | 42 | −3   |
| 11.º | Chacarita Juniors        | 49   | 35 | 14 | 7  | 14 | 44 | 50 | −6   |
| 12.º | Vélez Sarsfield          | 48   | 35 | 12 | 12 | 11 | 46 | 40 | 6    |
| 13.º | Independiente            | 46   | 36 | 12 | 10 | 14 | 54 | 53 | 1    |
| 14.º | Godoy Cruz Antonio Tomba | 34   | 33 | 7  | 13 | 13 | 30 | 51 | −21  |
| 15.º | Arsenal                  | 34   | 35 | 9  | 7  | 19 | 33 | 58 | −25  |
| 16.º | Estudiantes LP           | 33   | 36 | 8  | 9  | 19 | 44 | 59 | −15  |
| 17.º | Argentinos Juniors       | 32   | 36 | 7  | 11 | 18 | 42 | 64 | −22  |
| 18.º | Tigre                    | 30   | 34 | 6  | 12 | 16 | 32 | 41 | −9   |
| 19.º | Huracán                  | 23   | 35 | 6  | 5  | 24 | 23 | 59 | −36  |